# Mymensinghská oblast
Mymensinghská oblast je jedna z osmi oblastí Bangladéše. Jejím hlavním městem je Mymensingh. Vznikla v roce 2015 oddělením severní části Dhácké oblasti. V roce 2022 zde žilo přibližně 12 milionů obyvatel. Původně se v ní mělo nacházet šest okrsků, které spadaly do Dhácké oblasti; obyvatelé dvou z nich však proti odtržení oblasti protestovali a Mymensighská oblast tak spravuje pouze čtyři okrsky. 96 % obyvatel oblasti jsou muslimové, zbylá 4 % obyvatel tvoří křesťané. Většina obyvatel v oblasti se živí zemědělstvím nebo pracím v textilním průmyslu. 